# Tripladenia cunninghamii
Tripladenia cunninghamii D.Don – gatunek ziemnopączkowych roślin zielnych z monotypowego rodzaju Tripladenia z rodziny zimowitowatych, występujący w Australii, na obszarze od południowo-wschodniego Queensland do północno-wschodniej Nowej Południowej Walii, gdzie zasiedla lasy deszczowe i wilgotne lasy twardolistne. 
Nazwa naukowa rodzaju pochodzi od greckich słów τριπλά (tripla – potrójny) i άδην (aden – gruczoł); epitet gatunkowy został nadany na cześć Allana Cunninghama, brytyjskiego botanika, badacza flory Australii.

## Morfologia
PokrójRoślina zielna o wysokości do 40 cm.
ŁodygaSękate, łuskowate kłącze.
LiścieUlistnienie naprzeciwległe. Blaszki liściowe jajowato-lancetowate o sercowatej nasadzie i ostrym wierzchołku, falistobrzegie, osiągające wymiary 40–90×1–4,5 cm.
KwiatyKwiaty szypułkowe, wyrastające z pachwin liściowych, pojedyncze lub zebrane w wierzchotkę, o średnicy 1,5–2,5 cm. Pęd kwiatostanowy o długości 3–6 cm, szypułki o długości 1–3 cm. Okwiat różowy lub fiołkoworóżowy. Listki okwiatu o wymiarach 7–12×4–7 mm, falistobrzegie. U nasady listków okwiatu obecne są trzonkowate miodniki. Pręciki o długości 5–6 mm. Szyjka słupka wierzchołkowo trzykrotnie rozwidlona.
OwoceGruszkowato-zaokrąglone, nieco mięsiste torebki. Nasiona kuliste, żółte lub brązowe.
GenetykaLiczba chromosomów 2n=14.

## Systematyka
Według Angiosperm Phylogeny Website (aktualizowany system APG IV z 2016) gatunek należy do monotypowego rodzaju Tripladenia, zaliczanego do plemienia Tripladenieae w rodzinie zimowitowatych (Colchicaceae), która należy do rzędu liliowców (Liliales).
Typ nomenklatoryczny nie został wskazany.